# Трактриал
Трак-триал(трактриал, анг. «truck trial»)-экстремальная автоспортивная дисциплина, заключающаяся в преодолении препятствий грузовыми автомобилями (так называемыми «монстр-траками») не на скорость, а на время и искусство по преодолению сложных препятствий без ошибок. В качестве зачетных зон используются так называемые «ворота», в которые должен пройти автомобиль после прохождения препятствия. В 1990-е и 2000-е годы в России имел статус профессионального автоспорта, но с 2006 года соревнования проводятся в любительском формате.

## История
Гонять грузовики по экстремальному бездорожью с завалами из бревен и камней придумали американские автолюбители. На сегодняшний день  непрофессиональные соревнования по трак-триалу проводятся только в Западной и Центральной Европе (Нидерланды, Германия, Чехия).

## История трак-триала в России
Автотриал на грузовиках, более сложный, нежели джип-триал. Устроители состязаний для усложнения трасс используют все многообразие природных и антропогенных препятствий, которые и на джипе преодолеть трудно, не то что на грузовике. Наиболее широкое распространение и популярность трак-триал получил в странах бывшего СССР. В России в 1990-х и до середины 2000-х годов проводились профессиональные соревнования по трактриалу . Центрами проведения соревнований по трак-триалу были подмосковные Бронницы, Миасс, Минск. Эти соревнования в те годы собирали немало участников и тысячи зрителей. В соревнованиях участвовали профессиональные заводские команды таких производителей грузовых автомобилей как МАЗ, КамАЗ, Урал, Газ, ЗИЛ. Из за того что этот спорт был зачастую опасным, так как зрительские места были ни чем не ограждены от наездов автомобилей на толпы зрителей, а сами автомобили часто переворачивались и опрокидывались, проведение профессиональных соревнований было решено прекратить . С 2006 по 2013 года на заброшенных карьерах, болотах и в лесистой труднопроходимой местности проводились любительские соревнования по трактриалу, собиравшие всех любителей этой дисциплины. Но с 2014 года наблюдался спад интереса к трактриалу в связи с развитием трофи-рейдов и джип-триалов. В 2018 году группа энтузиастов возродила чемпионат России по трактриалу в любительском формате, состоящем из 4-ех этапов.

## Классы соревнований
Участвующие в трак-триале грузовики классифицируются по количеству осей. В соответствии с этим выделяют три класса спортивных автомобилей: 4х4, 6х6 и 8х8. В последней категории выступают единицы машин, в основном представители завода МАН. В 2022 году в Твери состоялся триал «Царь Горы-22 4х4» в котором согласно регламенту участвовали классы: «Грузовики», «Джип Стандарт» и «Джип-Спорт».

## Интересные факты
В 2022 году впервые за 20 лет в соревнованиях по трактриалу приняли участие заводские команды КамАЗ и Урал.. Помимо экипажей грузовых автомобилей в трактриале могут принимать участие и трактора.